# Sawall (Tauche)
Sawall (niedersorbisch Zawal) ist ein Wohnplatz in Trebatsch, einem Ortsteil der Gemeinde Tauche im Landkreis Oder-Spree in Brandenburg. Bis zur Eingemeindung nach Trebatsch im Januar 1973 war Sawall eine eigenständige Gemeinde.

## Lage
Sawall liegt in der Niederlausitz, etwa sieben Kilometer Luftlinie südwestlich von Friedland und 25 Kilometer Luftlinie nordöstlich der Kreisstadt Lübben. Umliegende Ortschaften sind die zur Stadt Friedland gehörenden Dörfer Glowe und Sarkow im Nordosten, Niewisch im Osten und Pieskow im Südosten, der zur Gemeinde Schwielochsee im Landkreis Dahme-Spreewald gehörende Gemeindeteil Zaue im Süden, Mittweide im Südwesten sowie Trebatsch im Nordwesten.
Sawall liegt an einer Gemeindestraße nach Zaue. Die Bundesstraße 87 befindet sich etwa 1,5 Kilometer nordwestlich des Dorfes im Nachbarort Trebatsch. Sawall liegt unmittelbar an einem Altarm der Spree, westlich des Schwielochsees. Südlich von Sawall befindet sich der Swietenberg mit einer Höhe von 62 m ü. NHN.

## Geschichte
Erstmals urkundlich erwähnt wurde der Ort im Jahr 1503 als Sawol. Reinhard E. Fischer leitet den Ortsnamen von einem sorbischen Wort ab und bezeichnet Sawall als „Siedlung an einer Aufschüttung, einem Burgwall“. Ernst Eichler leitet den Ortsnamen ebenfalls von dem neusorbischen „zawaliś“ ab, was eine Aufschüttung an der Spree beschreibt. Weitere Ortsnamensformen waren Sabalt im Jahr 1518 und Sawolt im Jahr 1553.
Als Ergebnis des Wiener Kongresses kam die Niederlausitz, die vorher zum Königreich Sachsen gehörte, an das Königreich Preußen. Dorf lag der Sawall im Landkreis Beeskow-Storkow des Regierungsbezirks Potsdam in der Provinz Brandenburg. Am 1. April 1938 wurde der Ort von den Nationalsozialisten nach Trebatsch zwangseingemeindet. Nach dem Zweiten Weltkrieg erlangte Sawall seine Eigenständigkeit wieder zurück und lag zunächst in der Sowjetischen Besatzungszone und anschließend in der DDR. Am 1. Juli 1950 wurde die Gemeinde in den Landkreis Lübben umgegliedert. Bei der Kreisneubildung in der DDR am 25. Juli 1952 wurde der Kreis Lübben stark verkleinert, große Teile des Kreises, darunter auch die Gemeinde Sawall, wurden dem Kreis Beeskow im Bezirk Frankfurt (Oder) zugeschlagen. Am 1. Januar 1973 wurde Sawall zusammen mit Sabrodt nach Trebatsch eingemeindet. Nach der Wende wurde der Kreis Beeskow in Landkreis Beeskow umbenannt. Bei der Kreisreform am 6. Dezember 1993 wurde die Gemeinde Trebatsch mit ihren Ortsteilen dem Landkreis Oder-Spree zugeordnet. Am 31. Dezember 2001 wurde Trebatsch nach Tauche eingemeindet.

## Einwohnerentwicklung
| 1875 | 199 | 1925 | 169 | 1946 | 241 | 1971 | 133 |
| 1890 | 201 | 1933 | 145 | 1950 | 209 |      |     |
| 1910 | 190 | 1939 | 180 | 1964 | 134 |      |     |